# Plyometrie
Plyometrie (altgriechisch pleiôn ‚mehr‘; metreô ‚messen‘) bezeichnet eine Art von Schnellkrafttraining, die auf dem Dehnungsreflex der Muskeln und Sehnen sowie der Kontrolle über diesen und des Muskelspindelapparates beruht. Häufige Anwendung dieses Trainings findet man bei Hochspringern, Sprintern, Basketball-Spielern, Torhütern sowie in anderen Sportarten, die auf Sprintschnelligkeit oder Sprungkraft setzen, darunter Zumba. Der Begriff Plyometrie ist von Fred Wilt geprägt worden, während im Deutschen dies zunächst meist als eine Form des Dehnungs-Verkürzungszyklus behandelt wurde.
Zudem gibt es auch plyometrische Übungen für den Oberkörper. Diese können zum Beispiel beim Boxtraining zum Einsatz kommen, wo eine möglichst große Kraftentwicklung in kürzester Zeit auch eine große Rolle spielt.
Auch wenn plyometrisches Training bei Kindern und Jugendlichen nur mit Vorsicht verwendet werden sollte, so sind die größten Leistungszuwächse vor und nach dem pubertären Wachstumsschub durch plyometrisches Training zu erwarten.  Die Zeit, in der bei Kindern Plyometrie generell abgelehnt wurde, ist lange vorbei.

## Funktionsweise des plyometrischen Trainings
Beim plyometrischen Training wird der Dehnungs-Verkürzungszyklus trainiert, d. h. durch das Körpergewicht (z. B. beim Tiefsprung) wird eine Vorspannung der Muskulatur erzeugt. Das Auflösen der Vorspannung ist wesentlich schneller als eine konzentrische Kontraktion allein. Durch die Kopplung der Auflösung der Vorspannung und der direkt folgenden konzentrischen Kontraktion wird auch diese beschleunigt.
Durch Tiefsprünge auf einer schiefen Ebene ist es möglich, eine noch größere Vorspannung und damit noch bessere Leistungen zu erzielen, da die Ferse tiefer als der Vorderfuß landet. Es wurde hierbei auch durch EMG-Messungen deutlich, dass dieser Leistungszuwachs nicht durch mehr Muskelkraft, sondern durch den Dehnungsreflex der Sehnen und des Bindegewebes sowie der neuromuskulären Koordination zustande kommt. In der Folge dieses Trainings sind dann noch bessere Sprungleistungen möglich.